# 大矢佐奈恵
大矢 佐奈恵（おおや さなえ、本名同じ、1991年5月15日 - ）は、日本の女優。
東京都練馬区出身。メインキャストプロダクション所属。以前はA-Lightに所属していた。
身長165cm、体重48kg。スリーサイズは79／61／86。特技は水泳、殺陣。

## 来歴
18歳、初舞台を踏み芸能界入り。そこで、演技の感動という物を覚え本格的に演技を学ぶため、サンミュージックアカデミーに通う。

20歳、A-Lightに所属。そのころ、サンミュージックアカデミーを辞め、エーチームアカデミーに。

その頃、郡司企画『女三銃士』にて三銃士役の1人、アラミス役をつとめる。

22歳、誕生日前日に現事務所メインキャストプロダクションに所属。

## 人物
主に舞台で活躍している。

血液型の話が好きで、AB型を誇りに思っている。

男よりも女にモテるため、イケメン女優と名乗っている。

年上のカッコいいお姉様が好きである。

大河ドラマ新選組！が大好きで、特に、土方歳三役の山本耕史を見て、芸能界を目指す。

プロ野球が好きで、中島裕之のファン。

大学は、城西国際大学で、東京から東金まで約2時間かけて、通っていた。本人曰く、スクールバスがあり寝れるから、4年間通えた。

## 出演

### TV
金曜日のスマたちへ（2012年・TBS)
プラトニック（2014年・NHK)

### 舞台
三転倒立！（2010年）
カサ・ノワール（2011年）
女三銃士（2013年）
ボクの心に天使が舞降りた夜（2014年）
夏の夜の夢（2015年）

### その他
朗読ライブ one time of jewel 神様ノート。(2014年）
朗読ライブ one time of jewel Kiss of Sniper season.3（2015年）